# Юзьвюк, Владимир Порфирьевич
Влади́мир Порфи́рьевич Юзьвю́к (16 июня 1868 — после 1930) — член IV Государственной думы от Виленской губернии, протоиерей.

## Биография
Родился в Гродненской губернии в семье псаломщика. Младший брат Даниил (1880—1965) стал архиепископом Пинским и Полесским.
По окончании Литовской духовной семинарии в 1890 году, был рукоположен в священники села Михаловщины. Затем был возведен в протоиереи и перемещен настоятелем в церковь местечка Гольшаны Ошмянского уезда. Был благочинным (1906—1911), трижды избирался депутатом духовенства на епархиальные съезды.
Стал организатором и председателем Гольшанской пожарной дружины, председателем санитарной комиссии, а также устроителем и председателем правления местного ссудо-сберегательного товарищества. Основал Гольшанский отдел Союза русского народа, позднее был избран кандидатом в члены Главного совета СРН (1912).
В 1912 году был избран в члены Государственной думы от русского населения Виленской губернии. Входил во фракцию правых. Состоял членом комиссий: сельскохозяйственной, финансовой, по народному образованию и по вероисповедным вопросам. Выступал в защиту православной веры в Юго-Западном крае от католического и униатского влияния.
После Октябрьской революции в эмиграции в Польше. Был известен выступлениями в защиту православия в Польше. В 1930 году был избран вице-председателем Предсоборного собрания православной церкви в Польше.
Дальнейшая судьба неизвестна. Был вдовцом, имел дочь.
Брат Даниил (1880-1965)- епископ РПЦ.